# Фираја (Ђаковица)
Фираја (алб. Firajë) је насељено место у општини Ђаковица, на Косову и Метохији. Према попису становништва из 2011. у насељу је живело 158 становника.

## Становништво
Према попису из 2011. године, Фираја има следећи етнички састав становништва:
| Националност | 2011.        |
| Албанци      | 158 (100,0%) |
| Укупно       | 158          |

| Демографија | Демографија | Демографија |
| Година      | Становника  | Становника  |
| ----------- | ----------- | ----------- |
| 1948.       | 154         |             |
| 1953.       | 131         |             |
| 1961.       | 160         |             |
| 1971.       | 210         |             |
| 1981.       | 232         |             |
| 1991.       | 263         |             |
| 2011.       | 158         |             |